# Mario Matt
Mario Matt, född 9 april 1979 i Flirsch, är en österrikisk före detta alpin skidåkare och en av de främsta slalomåkarna genom tiderna. Han vann ett OS-guld (2014) och tre VM-guld (2001 och 2007 i slalom samt 2007 i lagtävlingen), ett VM-silver (2001, i kombination) och ett VM-brons (2013, i slalom). I världscupen tog han sammanlagt 15 segrar varav 14 i slalom och en i superkombination. Trots ett flertal skador och svåra säsonger höll sig Matt exceptionellt länge i världstoppen: sin första världscupseger vann han i Kitzbühel den 23 januari 2000, och i och med sin femtonde seger i Val d'Isère den 15 december 2013 blev han den genom tiderna äldste åkaren att vinna en världscuptävling i slalom. Avståndet mellan hans första och sista världscupseger är 13 år, 10 månader och 22 dagar, ett tidsintervall som endast övervinns av Ingemar Stenmark (14 år, 2 månader och 2 dagar) och Didier Cuche (14 år, 1 månad, 1 dag). I OS i Sotji 2014 blev han även den genom tiderna äldsta alpina OS-guldmedaljören – ett rekord han gick miste om fyra år senare när Aksel Lund Svindal vann störtloppet i OS 2018. Den 12 mars 2015 – mitt under den pågående alpina skidsäsongen – kungjorde Matt att han avslutar sin karriär med omedelbar verkan. Bidragande orsaker till beslutet var en mindre lyckad världscupssäsong samt en skada som Matt drog på sig inför VM 2015 och som omöjliggjorde deltagande i de avslutande världscupsdeltävlingarna. Den 190 centimeter långe Matt utmärktes av sin karaktäristiska hukande åkstil.
Utöver skidåkning ägnar sig Matt främst åt hästar: han äger ett trettiotal arabiska fullblod. Övriga intressen är motorcyklar, fotboll och fjällvandring. Han är även ägare till en after ski-bar i St. Anton am Arlberg. Hans yngre bröder Andreas och Michael är också de professionella skidåkare. Andreas tävlar i skicross och Michael - likt Mario - i alpint.

## Meriter

### Olympiska spel
- Turin 2006: 34:e i kombination
- Sotji 2014: 1:a i slalom

### Världsmästerskap
- St. Anton 2001: 1:a i slalom, 2:a i kombination
- Bormio 2005: 11:e i kombination
- Åre 2007: 1:a i slalom, 1:a i lagtävlingen, 11:e i kombination
- Garmisch-Partenkirchen 2011: 4:e i slalom
- Schladming 2013: 3:e i slalom

### Världscupen

#### Världscupsegrar (15)
| Datum            | Plats                  | Disciplin        |
| ---------------- | ---------------------- | ---------------- |
| 23 januari 2000  | Kitzbühel              | Slalom           |
| 9 mars 2000      | Schladming             | Slalom           |
| 19 december 2000 | Madonna di Campiglio   | Slalom           |
| 26 november 2001 | Aspen                  | Slalom           |
| 13 mars 2005     | Lenzerheide            | Slalom           |
| 14 januari 2007  | Wengen                 | Superkombination |
| 25 februari 2007 | Garmisch-Partenkirchen | Slalom           |
| 4 mars 2007      | Kranjska Gora          | Slalom           |
| 6 januari 2008   | Adelboden              | Slalom           |
| 22 januari 2008  | Schladming             | Slalom           |
| 17 februari 2008 | Zagreb                 | Slalom           |
| 14 mars 2009     | Åre                    | Slalom           |
| 27 februari 2011 | Bansko                 | Slalom           |
| 6 mars 2011      | Kranjska Gora          | Slalom           |
| 15 december 2013 | Val d'Isère            | Slalom           |

#### Säsong för säsong (Topp 3-placeringar)
- 1999–2000: 2 segrar, 2 tredjeplatser
- 2000–2001: 1 seger, 2 andraplatser, 1 tredjeplats
- 2001–2002: 1 seger, 1 andraplats, 1 tredjeplats
- 2002–2003: -
- 2003–2004: 2 tredjeplatser
- 2004–2005: 1 seger, 1 andraplats
- 2005–2006: -
- 2006–2007: 3 segrar, 3 andraplatser, 2 tredjeplatser
- 2007–2008: 3 segrar, 1 andraplats, 1 tredjeplats
- 2008–2009: 1 seger, 1 tredjeplats
- 2009–2010: -
- 2010–2011: 2 segrar, 1 andraplats
- 2011–2012: 1 andraplats, 2 tredjeplatser
- 2012–2013: 1 andraplats, 2 tredjeplatser
- 2013–2014: 1 seger, 1 andraplats, 1 tredjeplats
- 2014–2015: -